# Standard zapisu zasięgu geograficznego roślin TDWG
Standard zapisu zasięgu geograficznego roślin TDWG (Plant Taxonomic Database Standard No. 2: World Geographical Scheme for Recording Plant Distributions) – standard kodyfikacji podziału geograficznego świata, opracowany w 2001 roku przez Biodiversity Information Standards (TDWG) (d. International Working Group on Taxonomic Databases For Plant Sciences) w ramach projektu standaryzacji botanicznych baz danych, mający na celu zapewnienie porównywalności informacji oraz wymiany danych o występowaniu  roślin bez straty informacji związanej z niezgodnością postrzegania granic geograficznych.
Standard obejmuje cały świat i określa jednostki podziału na czterech poziomach:
1. kontynentów,
2. regionów,
3. państw w ujęciu botanicznym,
4. "podstawowych jednostek podziału", uwzględniających granice terytorialne w sensie politycznym.

Opracowany schemat kodowania stosowany jest w wielu taksonomicznych bazach danych, na przykład Germplasm Resources Information Network (prowadzonej przez Agricultural Research Service) i World Checklist of Selected Plant Families (Kew Gardens).

## Schemat podziału geograficznego świata na 1. i 2. poziomie
| Kod kontynentu | Nazwa kontynentu              | Kod regionu | Nazwa regionu                            |
| -------------- | ----------------------------- | ----------- | ---------------------------------------- |
| 1              | Europa                        | 10          | Europa północna                          |
| 1              | Europa                        | 11          | Europa środkowa                          |
| 1              | Europa                        | 12          | Europa południowo-zachodnia              |
| 1              | Europa                        | 13          | Europa południowo-wschodnia              |
| 1              | Europa                        | 14          | Europa wschodnia                         |
| 2              | Afryka                        | 20          | Afryka północna                          |
| 2              | Afryka                        | 21          | Makaronezja                              |
| 2              | Afryka                        | 22          | Zachodnia Afryka tropikalna              |
| 2              | Afryka                        | 23          | Zachodnio-środkowa Afryka tropikalna     |
| 2              | Afryka                        | 24          | Północno-wschodnia Afryka tropikalna     |
| 2              | Afryka                        | 25          | Wschodnia Afryka tropikalna              |
| 2              | Afryka                        | 26          | Południowa Afryka tropikalna             |
| 2              | Afryka                        | 27          | Południowa Afryka                        |
| 2              | Afryka                        | 28          | Wyspy środkowego Atlantyku               |
| 2              | Afryka                        | 29          | Wyspy zachodniego Oceanu Indyjskiego     |
| 3              | Azja klimatu umiarkowanego    | 30          | Syberia                                  |
| 3              | Azja klimatu umiarkowanego    | 31          | Rosyjski daleki wschód                   |
| 3              | Azja klimatu umiarkowanego    | 32          | Azja środkowa                            |
| 3              | Azja klimatu umiarkowanego    | 33          | Kaukaz                                   |
| 3              | Azja klimatu umiarkowanego    | 34          | Azja zachodnia                           |
| 3              | Azja klimatu umiarkowanego    | 35          | Półwysep Arabski                         |
| 3              | Azja klimatu umiarkowanego    | 36          | Chiny                                    |
| 3              | Azja klimatu umiarkowanego    | 37          | Mongolia                                 |
| 3              | Azja klimatu umiarkowanego    | 38          | Azja wschodnia                           |
| 4              | Azja klimatu zwrotnikowego    | 40          | Subkontynent indyjski                    |
| 4              | Azja klimatu zwrotnikowego    | 41          | Indochiny                                |
| 4              | Azja klimatu zwrotnikowego    | 42          | Azja Południowo-Wschodnia (ang. Malesia) |
| 4              | Azja klimatu zwrotnikowego    | 43          | Papua-Nowa Gwinea (ang. Papuasia)        |
| 5              | Australazja                   | 50          | Australia                                |
| 5              | Australazja                   | 51          | Nowa Zelandia                            |
| 6              | Pacyfik                       | 60          | Wyspy południowo-zachodniego Pacyfiku    |
| 6              | Pacyfik                       | 61          | Wyspy południowo-środkowego Pacyfiku     |
| 6              | Pacyfik                       | 62          | Wyspy północno-zachodniego Pacyfiku      |
| 6              | Pacyfik                       | 63          | Wyspy północno-środkowego Pacyfiku       |
| 7              | Ameryka Północna              | 70          | Ameryka subarktyczna                     |
| 7              | Ameryka Północna              | 71          | Zachodnia Kanada                         |
| 7              | Ameryka Północna              | 72          | Wschodnia Kanada                         |
| 7              | Ameryka Północna              | 73          | Północno-zachodnie USA                   |
| 7              | Ameryka Północna              | 74          | Północno-środkowe USA                    |
| 7              | Ameryka Północna              | 75          | Północno-wschodnie USA                   |
| 7              | Ameryka Północna              | 76          | Południowo-zachodnie USA                 |
| 7              | Ameryka Północna              | 77          | Południowo-środkowe USA                  |
| 7              | Ameryka Północna              | 78          | Południowo-wschodnie USA                 |
| 7              | Ameryka Północna              | 79          | Meksyk                                   |
| 8              | Ameryka Środkowa i Południowa | 80          | Ameryka Środkowa                         |
| 8              | Ameryka Środkowa i Południowa | 81          | Karaiby                                  |
| 8              | Ameryka Środkowa i Południowa | 82          | Północna Ameryka Południowa              |
| 8              | Ameryka Środkowa i Południowa | 83          | Zachodnia Ameryka Południowa             |
| 8              | Ameryka Środkowa i Południowa | 84          | Brazylia                                 |
| 8              | Ameryka Środkowa i Południowa | 85          | Południowa Ameryka Południowa            |
| 9              | Antarktyka                    | 90          | Wyspy subantarktyczne                    |
| 9              | Antarktyka                    | 91          | Antarktyda                               |

## Przykłady kodów
Polska (11 POL-OO)
Poziom kontynentu: 1 (Europa)

Poziom regionu: 11 (Europa środkowa)

Poziom państwa w ujęciu botanicznym: POL (Poland)

Poziom podstawowej jednostki podziału: OO (brak dalszego podziału)
Stan Amazonas w Brazylii (84 BZN-AM)
Poziom kontynentu: 8 (Ameryka Środkowa i Południowa)

Poziom regionu: 84 (Brazylia)

Poziom państwa w ujęciu botanicznym: BZN (Brazylia północna)

Poziom podstawowej jednostki podziału: AM (stan Amazonas)
Korea Północna (38 KOR-NK)
Poziom kontynentu: 3 (Azja klimatu umiarkowanego)

Poziom regionu: 38 (Azja wschodnia)

Poziom państwa w ujęciu botanicznym: KOR (Korea)

Poziom podstawowej jednostki podziału: NK (Korea Północna)

## Przykłady zastosowania standardu
Zasięg występowania rzęsy drobnej (gatunku kosmopolitycznego) według World Checklist of Selected Plant Families
```
10 DEN FIN FOR GRB ICE IRE NOR SVA SWE 
11 AUT BGM CZE GER HUN NET POL SWI 
12 BAL COR FRA POR SAR SPA 
13 ALB BUL GRC ITA KRI ROM SIC TUE YUG 
14 BLR BLT KRY RUC RUE RUN RUS RUW UKR 
20 EGY MOR 
21 AZO CNY CVI MDR 
23 ZAI 
24 ETH 
25 KEN UGA 
27 CPP LES NAT TVL 
30 ALT BRY CTA IRK KRA TVA WSB YAK 
31 AMU KAM KHA PRM SAK 
32 KAZ KGZ TKM UZB 
33 NCS TCS 
34 AFG CYP EAI IRN IRQ LBS PAL SIN TUR 
36 CHX 
40 IND NEP PAK 42 MLY PHI 
50 QLD 
51 NZS 
70 ASK 
71 ABT BRC MAN SAS 
72 LAB NBR NFL NSC ONT PEI QUE 
73 COL IDA MNT ORE WAS WYO 
74 ILL IOW KAN MIN MSO NDA NEB OKL SDA WIS 
75 CNT INI MAI MAS MIC NWH NWJ NWY OHI PEN RHO VER WVA 
76 ARI CAL NEV UTA 
77 NWM TEX 
78 ALA ARK DEL FLA GEO KTY LOU MRY MSI NCA SCA TEN VRG WDC 
79 MXC MXE MXN 
80 ELS HON NIC 
81 BER 
84 BZE 
```

Baza zawiera dane o miejscach występowania gatunku na poziomie 3 (państwa w sensie botanicznym), agregując je na poziomie 2 (regiony). Dane prezentowane są zgodnie z kodowaniem Standardu.
Zasięg występowania miłorząbu dwuklapowego (gatunku endemicznego) według Germplasm Resources Information Network
```
ASIA-TEMPERATE 
China: China - Zhejiang 
```

Kod zasięgu zgodnie ze Standardem: 36 CHS-ZJ.
Baza zawiera dane o miejscach występowania gatunku na poziomie 4 (podstawowe jednostki podziału), agregując je na poziomie 1. (kontynenty) i 2. (regiony). Prezentowane dane tłumaczone są na wartości kodów.